# Tân Thắng, Hàm Tân
Tân Thắng là một xã thuộc huyện Hàm Tân, tỉnh Bình Thuận, Việt Nam.
Xã Tân Thắng có diện tích 111,63 km², dân số năm 2007 là 9610 người, mật độ dân số đạt 86 người/km².

## Hành chính
Xã Tân Thắng được chia thành 7 thôn: Cô Kiều, Gò Đồn, Gò Găng, Hàm Thắng, Hiệp Hoà, Hồ Lân, Phò Trì.